# Kristi Qose
Kristi Qose (* 10. červen 1995 Korçë) je albánský profesionální fotbalista, který hraje na pozici středního záložníka; od srpna 2022, kdy se Qose dohodl s Viktorií Plzeň na předčasném ukončení dvouleté smlouvy, je bez angažmá. Mezi lety 2014 a 2019 odehrál také 3 utkání v dresu albánské reprezentace.
Qose dostal v srpnu 2022 za napadení sudího čtyřměsíční trest.

## Klubová kariéra

### Mládežnické roky
Qose v mládežnických letech působil v Iraklisu Soluň, následně pak v PAOKu.

### PAOK Soluň
V dresu prvního týmu PAOKu se trvale neprosadil a v nejvyšší řecké soutěži odehrál jediný zápas (v dubnu 2014 proti Levadiakosu). Pro větší zápasové vytížení chodil po hostováních.

#### Apollon Pontou (hostování)
Pro sezónu 2014/15 byl poslán na hostování do třetiligového Apollonu Pontou. Za celý rok však nenastoupil do jediného utkání (v šesti ligových a jednom pohárovém zápase byl připraven na lavičce náhradníků).

#### Panserraikos FC (hostování)
Na další roční hostování zamířil v srpnu 2015 do dalšího třetiligového týmu, Panserraikosu. Zde už našel větší zápasové vytížení, když nastoupil do 10 ligových zápasů a do 3 zápasů řeckého fotbalového poháru. Branku nevstřelil.

#### MFK Zemplín Michalovce (hostování)
K dalšímu ročnímu hostování došlo v červenci 2016, kdy šel Qose na hostování do slovenského prvoligového týmu MFK Zemplín Michalovce. Zde se stal členem základní sestavy a v sezóně 2016/17 odehrál 25 ligových a 3 pohárové zápasy, ani jednou střelecky neuspěl.

### MFK Ružomberok
Jeho výkony zaujaly skauty dalšího prvoligového týmu Slovenska, konkrétně Ružomberku, kam Qose přestoupil v červenci 2017.

#### Sezóna 2017/18
V první sezóně za nový tým odehrál 33 prvoligových zápasů, ve kterých vstřelil 2 branky. Zároveň nastoupil i do šesti zápasů národního poháru, ve kterých se střelecky prosadil jednou.
V této sezóně se navíc dočkal i své premiéry v evropských pohárech. Nastoupil celkem do šesti kvalifikačních zápasů Evropské ligy (dvojzápasy proti Vojvodině Novi Sad, Brannu a Evertonu), v nich se mu povedlo jednou skórovat.

#### Sezóna 2018/19
Pravidelné zápasové vytížení pokračovalo i v následující sezóně. Qose v nich nastoupil do 29 ligových zápasů, ve kterých vstřelil 10 branek. Zároveň odehrál 2 pohárová utkání s jedním přesným zásahem.

#### Sezóna 2019/20
První polovinu nové sezóny 2019/20 odehrál ještě v Ružomberoku. V podzimní části stihl odehrát 15 ligových zápasů s dvěma úspěšnými střeleckými zásahy. Nastoupil také do jednoho zápasu národního poháru.
Zároveň odehrál další dva zápasy v evropských pohárech, konkrétně si připsal dva starty v kvalifikačním dvojzápase Evropské ligy proti Levski Sofia, branku nevstřelil.

### MFK Karviná

#### Sezóna 2019/20
Do jarní části už vyběhl na trávníky v novém dresu, neboť v únoru 2020 přestoupil do českého prvoligového týmu MFK Karviná.
Hned se prosadil do základní sestavy, když v jarní části sezóny odehrál 12 ligových utkání, ve kterých jednou střelecky uspěl.

#### Sezóna 2020/21
V nové sezóně zůstal stabilním členem prvního týmu. K 10. únoru 2021 nastoupil k 17 ligovým zápasům, ve kterých se pětkrát střelecky prosadil. Zároveň nastoupil také ke svému prvnímu zápasu v MOL Cupu.

### FC Viktoria Plzeň
Na konci května 2022 se stal druhou letní posilou Plzně. Albánský záložník do Viktorie zamířil po vypršení smlouvy v Karviné, s níž v uplynulé sezoně sestoupil do druhé ligy. S úřadujícími mistry podle jejich webu podepsal dvouletý kontrakt.
V klubu debutoval 20. července, kdy odehrál posledních 5 minut utkání 2. předkola Ligy mistrů proti HJK Helsinky. V lize v dresu Plzně odehrál první utkání 6. srpna, kdy se objevil v základní sestavě týmu vedeným Michalem Bílkem proti Pardubicím.

#### Napadení rozhodčího
Albánský záložník 21. srpna 2022 v utkání třetí ligy za rezervu Viktorie Plzeň na hřišti Admiry Praha po vyloučení za strčení do protihráče neudržel nervy a zezadu povalil na zem hlavního sudího Marka Pilného. Disciplinární komise Řídící komise pro Čechy mu nařídila čtyřměsíční trest. Plzeňský klub následně s Qosem předčasně rozvázal smlouvu.

## Reprezentační kariéra
Nastoupil celkově do 10 mezistátních utkání v dresu Albánie v mládežnických věkových kategoriích do 19 a 21 let, branku v nich nevstřelil.
V letech 2014 a 2019 se pak dočkal také pozvánek do prvního týmu Albánie. Odehrál tak přátelský zápas proti San Marinu a nastoupil do dvou kvalifikačních utkání o mistrovství Evropy, konkrétně proti Moldávii a Francii.

## Klubové statistiky
- aktuální k 10. únor 2021

| Tým                    | Sezona            | Liga   | Liga   | Pohár  | Pohár  | Evropské poháry | Evropské poháry |
| Tým                    | Sezona            | Zápasy | Branky | Zápasy | Branky | Zápasy          | Branky          |
| ---------------------- | ----------------- | ------ | ------ | ------ | ------ | --------------- | --------------- |
| PAOK Soluň             | 2013/14           | 1      | 0      | 0      | 0      | -               | -               |
| Apollon Pontou         | 2014/15 (3. liga) | 0      | 0      | 0      | 0      | -               | -               |
| Panserraikos FC        | 2015/16 (3. liga) | 10     | 0      | 3      | 0      | -               | -               |
| MFK Zemplín Michalovce | 2016/17           | 25     | 0      | 3      | 0      | -               | -               |
| MFK Ružomberok         | 2017/18           | 33     | 2      | 6      | 1      | 6               | 1               |
| MFK Ružomberok         | 2018/19           | 29     | 10     | 2      | 1      | -               | -               |
| MFK Ružomberok         | 2019/20           | 15     | 2      | 1      | 0      | 2               | 0               |
| MFK Karviná            | 2019/20           | 12     | 1      | -      | -      | -               | -               |
| MFK Karviná            | 2020/21           | 17     | 5      | 1      | 0      | -               | -               |
| Celkem                 | Celkem            | 142    | 20     | 16     | 2      | 8               | 1               |